# スクーリング (競馬)
競馬におけるスクーリングとは、競走馬をある競馬場のコースで初めて走らせる前に、予行演習としてその競走馬をコース内に連れて行くことをいう。
馬は未知の環境に対して警戒感を抱くため、競走馬は初めて走るコースでは競走能力を十分に発揮できなくなることがある。スクーリングはそうした不安をあらかじめ競馬場の環境に慣れさせることで解消する目的で行われる。

## スクーリングが行われた事例
- 日本の競走馬ハイセイコーには初めて来る場所で物見をする癖があり、東京優駿の前に同じ東京競馬場で行われるトライアルのNHK杯に出走した。
- オグリキャップは1988年の有馬記念に出走する前に、同レースがおこなわれる中山競馬場で調教を行った。